# 米赫里马赫清真寺
米赫里馬赫苏丹清真寺（土耳其語：Mihrimah Sultan Camii）是土耳其伊斯坦布尔的一座奥斯曼清真寺，位于拜占庭城墙附近的Edirnekapı社区，位于第六山山顶，靠近该市最高点，该清真寺是伊斯坦布尔一个地标。
米赫里馬赫苏丹清真寺由米马尔·希南设计，为苏莱曼大帝的爱女米赫麗瑪蘇丹而建，建于1562-1565年。历史上曾数次受到地震破坏 (1719、1766、1814、1894、1999年）。

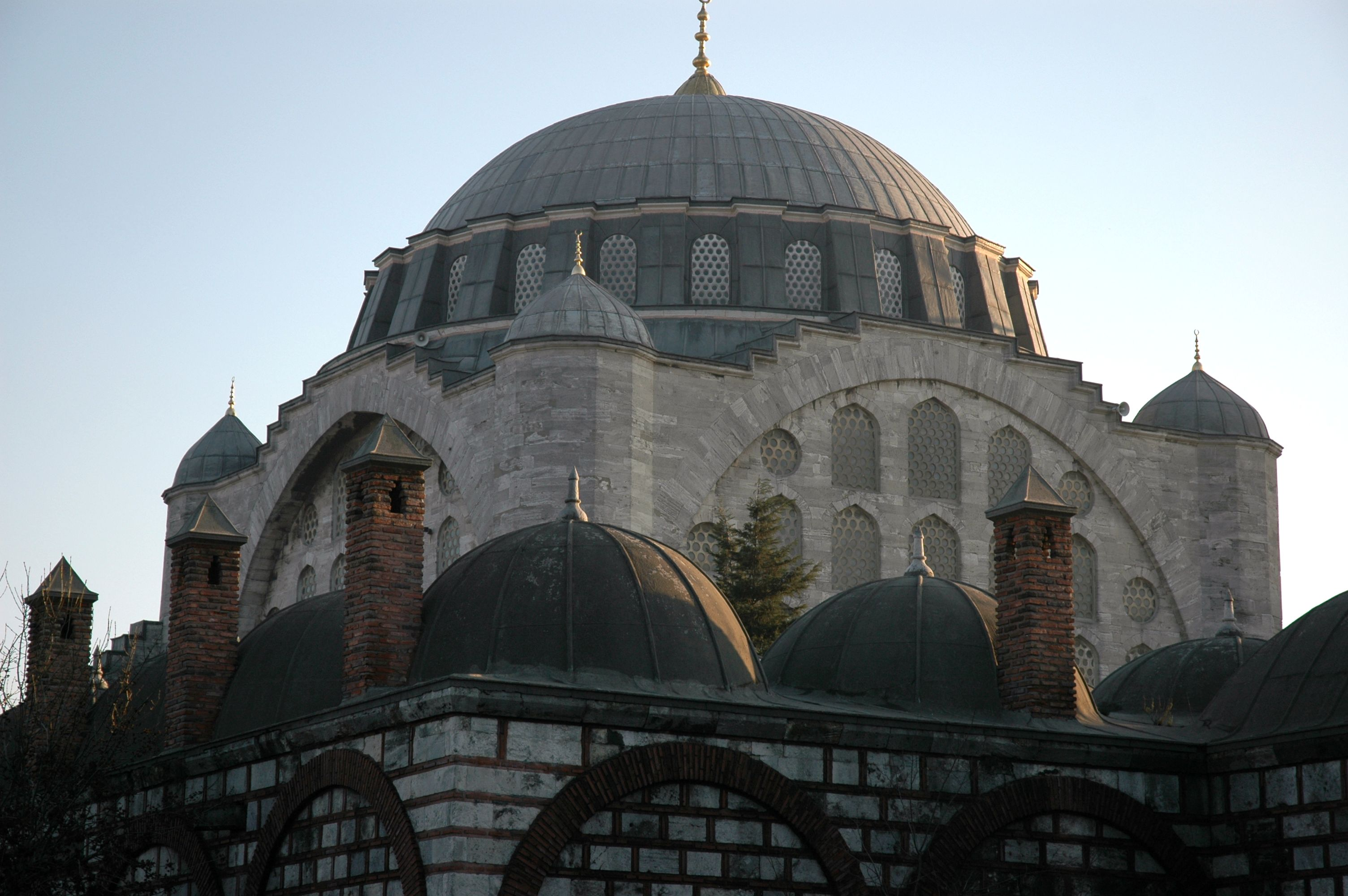
Dome

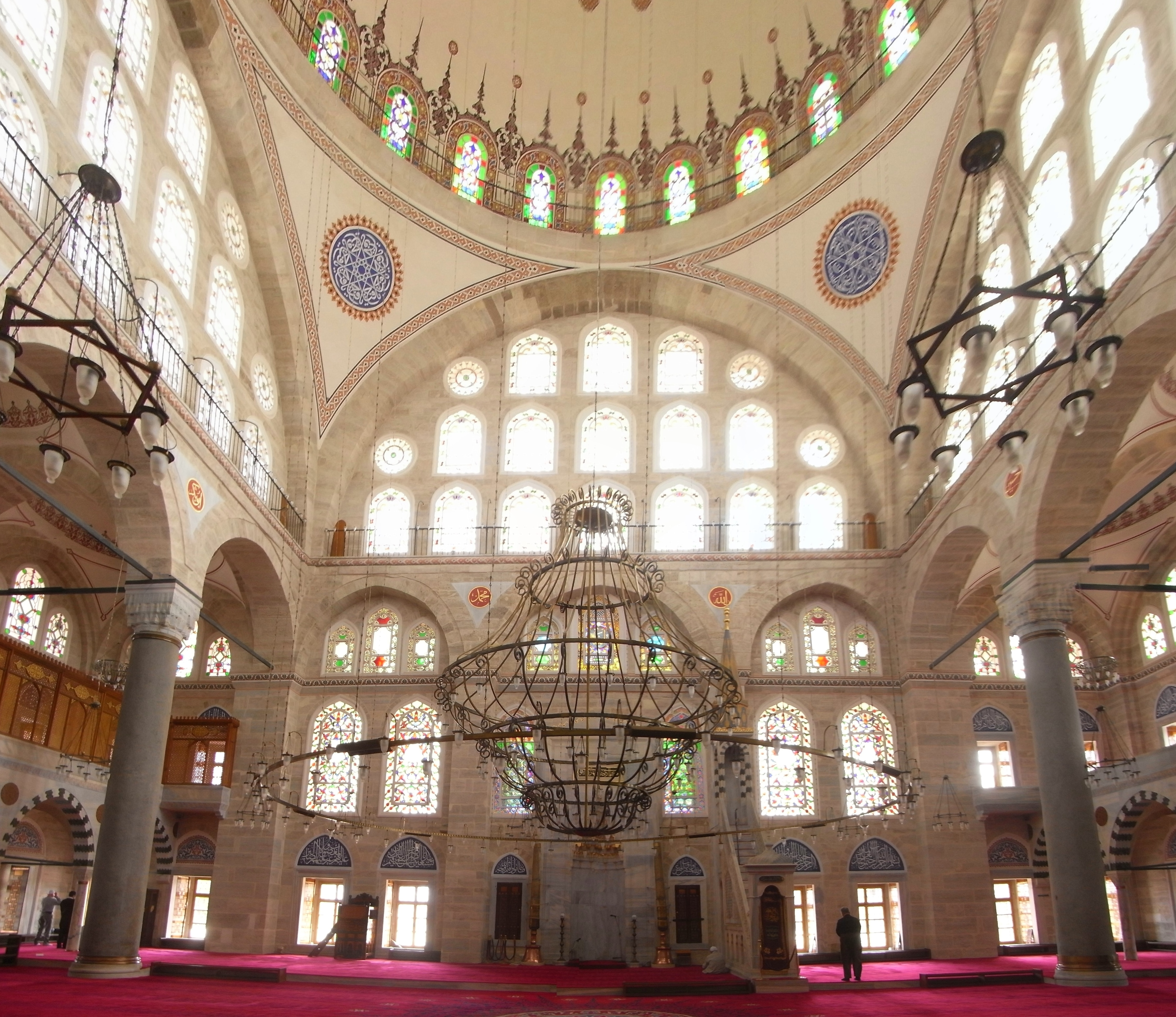

41°01′45″N 28°56′09″E / 41.02917°N 28.93583°E